# Kwallenvissen
Kwallenvissen (Nomeidae) vormen een familie van baarsachtige vissen.

## Kenmerken
Deze torpedovormige vissen kunnen een meter lang worden.

## Leefwijze
Sommige vissen staan erom bekend kwallen te eten, vandaar de naam van de familie. De vis staat bekend om zijn giftig vlees, als gevolg van de vele netelcellen van de gegeten kwallen.

## Verspreiding en leefgebied
Ze worden aangetroffen in tropische en subtropische wateren over de gehele wereld.

## Geslachten
- Cubiceps Lowe, 1843[1]
- Nomeus Cuvier, 1816[1]
- Parapsenes Smith, 1949[1]
- Psenes Valenciennes in Cuvier and Valenciennes, 1833[1]